# Classic Var
La Classic Var est une course cycliste masculine d'un jour française créée en 2024 et qui se déroule dans le département du Var. L'épreuve est classée par l'UCI en catégorie 1.1 dans l'UCI Europe Tour depuis sa création.

## Histoire
L'épreuve est créée par scission du Tour des Alpes-Maritimes et du Var en deux épreuves, la Classic Var disputée le vendredi et le Tour des Alpes-Maritimes couru le samedi et dimanche.  Frédéric Maistre, le directeur de l'évènementiel du quotidien Nice-Matin, a déclaré : « On a donné à chaque département sa course parce que le Var comme les Alpes-Maritimes ont leur personnalité propre. On voulait que chaque territoire soit incarné ».

## Parcours
Lors de la course initiale de 2024, les coureurs partent de Saint-Raphaël au bord de la mer Méditerranée pour entamer les deux premiers tiers d'un tracé sans grandes difficultés. Ils parcourent ensuite une longue montée vers le circuit du Castelet puis grimpent le col du Corps de Garde avant d'escalader le Mont Faron où est tracée la ligne d'arrivée située après un parcours de 183 kilomètres. En 2025, la deuxième édition relie Le Luc à Fayence.

## Palmarès
| Année | Vainqueur         | Deuxième           | Troisième     |
| ----- | ----------------- | ------------------ | ------------- |
| 2024  | Lenny Martinez    | Tobias Johannessen | Romain Bardet |
| 2025  | Christian Scaroni | Paul Lapeira       | Victor Lafay  |